# رابرت گاندلاچ
 رابرت گاندلاچ (انگلیسی: Robert Gundlach؛ زاده ۷ سپتامبر ۱۹۲۶ درگذشته ۱۸ اوت ۲۰۱۰) یک فیزیک‌دان اهل ایالات متحده آمریکا بود.